# Inga ricardorum
Inga ricardorum là một loài thực vật có hoa trong họ Đậu. Loài này được Bernardi & Spichiger miêu tả khoa học đầu tiên.